# Ulrico di Boemia
Ulrico, in ceco Oldřich, in latino: Odalricus, Udalrichus, in tedesco Odalric, Udalrich, (975 circa – 9 novembre 1034) membro della dinastia dei Přemyslidi, fu duca di Boemia dal 1012 al 1033 e di nuovo brevemente nel 1034. La sua ascesa al trono di Boemia segnò l'inizio di una fase di stabilità dopo un lungo periodo di lotte dinastiche interne. Sotto il suo dominio, le terre della Moravia furono riconquistate dall'occupazione polacca.

## Biografia
Ulrico/Oldřich era il terzo figlio del duca Boleslao II di Boemia († 999) e una delle due mogli di suo padre: Adiva o Emma di Mělník. Alla morte di suo padre, suo fratello maggiore Boleslao III successe come duca; egli tuttavia presto entrò in un feroce conflitto con i suoi fratelli minori Oldřich e Jaromír. Nel 1001 entrambi dovettero fuggire alla corte bavarese di Ratisbona. Quando Boleslao III fu deposto dalla dinastia rivale dei Vršovci l'anno successivo e il sovrano polacco Boleslao I il Coraggioso invase la Boemia, intervenne il re Enrico II. Come parte della spedizione di Enrico a Praga, i fratelli di Boleslao furono in grado di tornare in Boemia e Jaromír fu insediato come duca di Boemia nel 1004. 

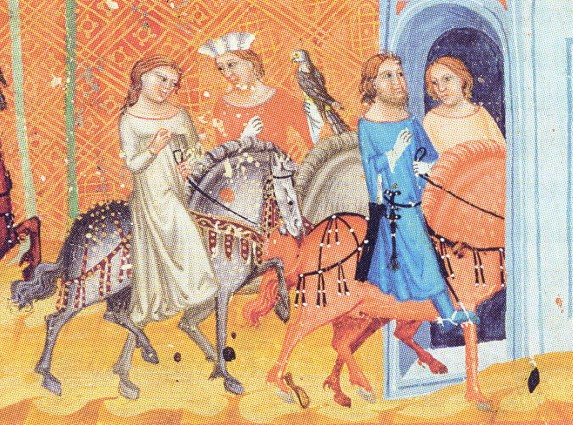
Oldřich e sua moglie Božena entrano a Praga, immagine tratta dalla Cronaca di Dalimil.

Nelle guerre tedesco-polacche del 1002-1018, il duca Jaromír rimase fedele sostenitore del re tedesco. Tuttavia Enrico non intervenne quando fu deposto e accecato da suo fratello Oldřich il 12 aprile 1012. Mentre Jaromír fuggì in Polonia, Oldřich riconobbe la sovranità del re dei Romani. Egli assicurò il suo dominio reprimendo gli insorti della dinastia dei Vršovci. 
Oldřich e suo figlio Bretislao cercarono di riconquistare la Moravia, conquistata a danno dei polacchi dal nonno di Oldřich, il duca Boleslao I. Bretislao e sua moglie Giuditta di Schweinfurt si stabilirono a Olomouc. Nel 1029 le forze della Boemia, sostenute dal Sacro Romano Impero di Corrado II, cacciarono finalmente i polacchi dalle terre orientali. Tuttavia gli sforzi di Bretislao per occupare territori adiacenti in quella che oggi è la Slovacchia marciando contro le forze del Regno di Ungheria fallirono nel 1030 a causa della gelosia dell'imperatore, che raggiunse un accordo con il re Stefano I. L'anno seguente le forze della Boemia si rifiutarono di combattere a favore dell'imperatore. 
Nel 1032 il duca Oldřich fu invitato ad una Hoftag a Merseburgo, ma non comparve. La sua assenza causò l'ira dell'imperatore e questo, impegnato in Borgogna, incaricò suo figlio Enrico III di punire il recalcitrante boemo. Oldřich fu arrestato, deposto e inviato in Baviera. Fu di nuovo sostituito da suo fratello Jaromír. Tuttavia, quando Oldřich fu graziato l'anno successivo, tornò in Boemia e fece catturare, accecare e deporre Jaromír. Prese di nuovo il potere e scacciò il figlio di Jaromír dalla Moravia. 
Oldřich morì improvvisamente il 9 novembre 1034 e venne sepolto nella chiesa di San Giorgio. Un esame del suo scheletro fa rilevato che il suo cranio aveva subito un colpo fatale. Jaromír rinunciò quindi al trono in favore di suo nipote Bretislao.

## Matrimonio e figli

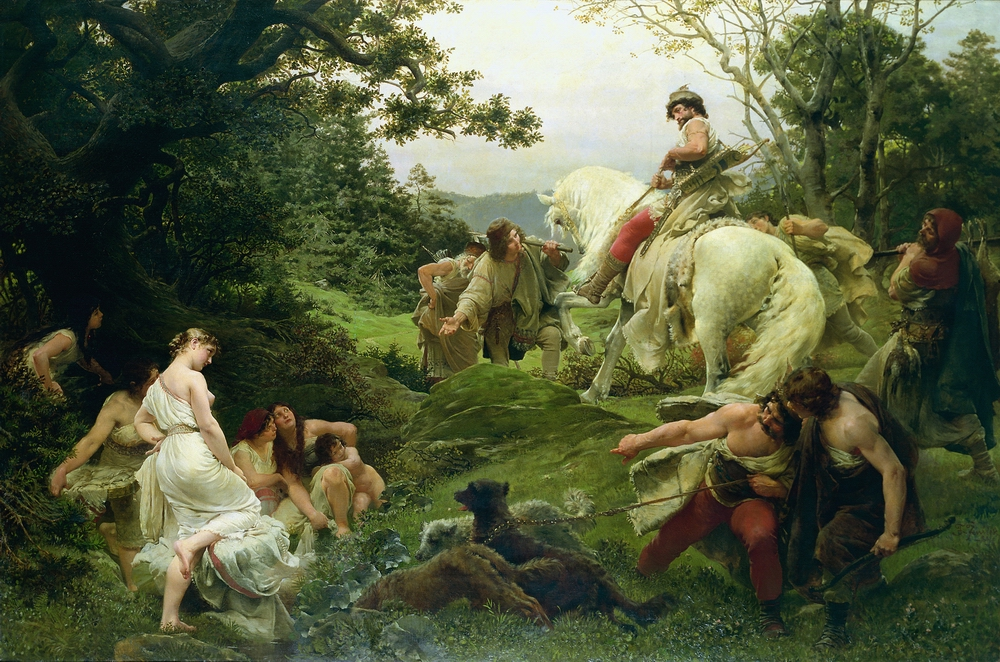
Oldřich e Božena, dipinto di František Ženíšek, 1884

Secondo la leggenda trasmessa dal cronista medievale Cosma di Praga, il duca Oldřich nel 1002 circa sposò Božena, figlia di Křesina, dopo aver ripudiato la sua prima moglie per il fatto che erano senza figli. Essi ebbero un figlio: 
- Bretislao I (1002 / 1005–1055)[2], duca di Boemia dal 1035 fino alla sua morte.

## Ascendenza
|                       |   |                    | Genitori |  |  | Nonni |  |  | Bisnonni              |  |  | Trisnonni           |  |
|                       |   |                    |          |  |  |       |  |  | Vratislao I di Boemia |  |  | Bořivoj I di Boemia |  |
|                       |   |                    |          |  |  |       |  |  | Vratislao I di Boemia |  |  | Bořivoj I di Boemia |  |
|                       |   | Ludmilla di Boemia |          |  |  |       |  |  | Vratislao I di Boemia |  |  |                     |  |
| Boleslao I di Boemia  |   |                    |          |  |  |       |  |  | Vratislao I di Boemia |  |  |                     |  |
|                       |   | Drahomira          | …        |  |  |       |  |  |                       |  |  |                     |  |
|                       |   | Drahomira          | …        |  |  |       |  |  |                       |  |  |                     |  |
|                       |   | Drahomira          | …        |  |  |       |  |  |                       |  |  |                     |  |
| Boleslao II di Boemia |   | Drahomira          |          |  |  |       |  |  |                       |  |  |                     |  |
|                       |   | …                  | …        |  |  |       |  |  |                       |  |  |                     |  |
|                       |   | …                  | …        |  |  |       |  |  |                       |  |  |                     |  |
|                       |   | …                  | …        |  |  |       |  |  |                       |  |  |                     |  |
| Biagota               |   | …                  |          |  |  |       |  |  |                       |  |  |                     |  |
|                       |   | …                  | …        |  |  |       |  |  |                       |  |  |                     |  |
|                       |   | …                  | …        |  |  |       |  |  |                       |  |  |                     |  |
|                       |   | …                  | …        |  |  |       |  |  |                       |  |  |                     |  |
| Ulrico di Boemia      |   | …                  |          |  |  |       |  |  |                       |  |  |                     |  |
|                       | … | …                  |          |  |  |       |  |  |                       |  |  |                     |  |
|                       | … | …                  |          |  |  |       |  |  |                       |  |  |                     |  |
|                       | … | …                  |          |  |  |       |  |  |                       |  |  |                     |  |
| …                     | … |                    |          |  |  |       |  |  |                       |  |  |                     |  |
|                       |   | …                  | …        |  |  |       |  |  |                       |  |  |                     |  |
|                       |   | …                  | …        |  |  |       |  |  |                       |  |  |                     |  |
|                       |   | …                  | …        |  |  |       |  |  |                       |  |  |                     |  |
| …                     |   | …                  |          |  |  |       |  |  |                       |  |  |                     |  |
|                       |   | …                  | …        |  |  |       |  |  |                       |  |  |                     |  |
|                       |   | …                  | …        |  |  |       |  |  |                       |  |  |                     |  |
|                       |   | …                  | …        |  |  |       |  |  |                       |  |  |                     |  |
| …                     |   | …                  |          |  |  |       |  |  |                       |  |  |                     |  |
|                       |   | …                  | …        |  |  |       |  |  |                       |  |  |                     |  |
|                       |   | …                  | …        |  |  |       |  |  |                       |  |  |                     |  |
|                       |   | …                  | …        |  |  |       |  |  |                       |  |  |                     |  |
|                       |   | …                  |          |  |  |       |  |  |                       |  |  |                     |  |